# Arens de Lledó
Pour les articles homonymes, voir Arens, Arenys et Lledó (homonymie).
Aréns de Lledó, (Arenys de Lledó en Catalan), est une commune d’Espagne, dans la province de Teruel, communauté autonome d'Aragon comarque de Matarraña.

## Présentation
Arens de Lledó (Arenys de Lledó en catalan) est une municipalité de la province de Teruel, comté de Matarraña en Aragon, en Espagne. Elle compte une population de 217 habitants selon l'Institut national de statistiques (Espagne), l'INE 2008 et couvre une superficie de 34,27 kilomètres carrés. Cet endroit est situé dans la "Franja de Ponent".
Arens de Lledo est très proche, d’une part, de Horta St. Joan (Catalogne), village voisin connu pour son accès au Parc Naturel El Ports et parce que l’on dit que Picasso inventa le cubisme après y avoir séjourné, ainsi que de Calaceite, capitale culturelle de Matarraña (Aragon), une destination appréciée depuis longtemps par les artistes du monde entier.
Le village d'Arens de Lledó se trouve dans la partie la plus orientale de la province de Teruel, dans une région vallonnée à proximité de la rivière Algars, qui marque la frontière avec la Terra Alta et la Catalogne. Sur cette rivière se trouve un lieu de baignade, très fréquenté par les résidents et les visiteurs, nommé "El Galero".,
L'église de l'Assomption de la Vierge Marie surplombe le village. Le bâtiment, une structure gothique des XVe et XVIe siècles, possède une voûte qui date du Moyen Âge. Dans le sanctuaire, on peut admirer une sculpture décorative représentant deux poissons, le symbole de ce village. Cette église a été classée le 8 février 1983 comme "Objet d'intérêt culturel".

## Histoire

### Bronze et la période ibérique
Première colonie humaine

### Ère islamique
Transmis est p.e. "AZUD," un barrage.
(De Ar. Hisp. "Assúdd" et Ar. Clas. "Sudd»)

### Moyen Âge
Il y a des ruines de la muraille de l’ancienne cité et à 6 km, dans la chapelle de Saint-Hippolyte (Sant Pol), se trouve la base d'une colonne médiévale. On y découvre également une croix des Templiers. Ce lieu saint est aujourd'hui un centre de pèlerinage et une procession a lieu chaque année le premier samedi de mai. La légende dit que cet endroit était fréquenté par les femmes priant pour la fertilité. Le chemin vers la chapelle est flanqué par des cyprès antiques.

### Époque contemporaine
La guerre civile espagnole (1936-1939) a aussi secoué ce village. Dans la ville voisine de Gandesa, Terra Alta, se trouve le centre d'études sur la Bataille de l'Èbre.
En raison de la longue période chaotique d'après-guerre et des températures très froides (qui affectèrent l’agriculture), il y eut une vague de migration vers et autour de Barcelone, ainsi qu'à Valence, à la recherche de nouvelles.

## Ermita de Sant Pol
À 6 kilomètres d'Arens de Lledo mais toujours dans les limites municipales se situe la chapelle de Saint-Hippolyte (Sant Pol), construite sur un ancien ermitage médiéval.
Les cyprès centenaires qui se dressent autour de la chapelle renforcent l’atmosphère mystique de ce lieu. Cette ambiance mystique fut probablement la raison pour laquelle cet endroit fut un lieu de rencontre incontournable d’artistes célèbres pour parler de leur art.
Chaque année, le premier samedi de mai, un pèlerinage et une messe dans la chapelle sont organisés.

## Économie
L'agriculture est la principale source de revenus, principalement les cultures d'olives, d'amandes et de raisins. Le secteur du tourisme rural est en train de s’y développer rapidement, avec un large choix d'hébergements et d'activités. Il y a une bodega qui produit des vins de grande qualité, quelques petits magasins et une coopérative agricole.

## Démographie
Probablement en raison de la beauté du paysage entourant cette municipalité, la population a augmenté ces dernières années, avec l’arrivée d’immigrants venus d'ailleurs en Espagne mais également d'autres pays européens et de l'Amérique du Nord.
En effet, l’école est fréquentée à 50 % par la population locale et à 50 % par une population étrangère avec comme langues communes l’espagnol et le catalan.

## Nature
- Algars

La rivière Algars s’écoule entre la Catalogne et l'Aragon. Il s'agit d'un affluent de la rivière Matarraña, qui abrite, entre autres, des écrevisses indigènes, des tortues et des poissons-chats. Des piscines naturelles et des formations rocheuses érodées marquent son cours, invitant à se baigner durant les chaudes journées d'été, comme "El Galero", une zone de baignade populaire, dont les piscines naturelles sont particulièrement appréciées par les résidents et les visiteurs de ce beau village.
- Oiseaux

Des aigles royaux et des vautours peuvent aussi être observés survolant la zone. Dans les forêts de pins, parmi d’autres espèces plus communes, on peut trouver également le pic ou le Bec-croisé.
- Faune

Avec un peu de chance, des chèvres hispaniques peuvent être vues et souvent un écureuil traverse la route. Si vous faites une visite guidée de nuit, cela peut conduire à des rencontres avec des chats sauvages de montagne ou le renard.
- El Ports

Pas très loin de Arens de Lledo, près du village voisin de Horta St Joan, se trouve le Parc National qui attire des touristes venus du monde entier.
- Végétation

Elle est constituée de forêts de pins, de genévriers, érables, ifs, noisetiers, chênes verts, amandiers, d'oliviers et de chênes. Il y a aussi des espèces de plantes médicinales et aromatiques comme le thym et le romarin.

## Événements
- Les trois rois (5 janvier). Pèlerinage à la place de la mairie, les trois rois font leurs cadeaux aux enfants et aux adultes, si vous les appelez par leur nom. Organisé par l'église paroissiale.
- San Antonio Abad (17 janvier ou le premier samedi suivant): plats et desserts seront mis aux enchères. La valeur totale de la vente aux enchères ira à l'église et ses œuvres. Organisé par la Commission Pol Sant.
- Santa Agueda (11 février). Journée de la femme. En ce jour les femmes honorent la tradition. Acte religieux en faveur de Santa Agueda. La livraison du «mamelon». Repas de femmes et des festivités. Organisé par la Commission de Santa Agueda.
- Carnaval. Costumes et cortège dans les rues du village. Organisé par l'association culturelle El Galero.
- Pâques. Processions. Organisé par l'église.
- Saint-Georges (23 avril). Vente de fleurs et de livres. Spectacles pour les enfants. Organisée Duch: l'AMPA et l'Association Culturelle El Galero.
- Saint-Pol (le premier samedi de mai). Pèlerinage. Messe traditionnelle dans la chapelle, un lieu fréquenté par les locaux. Repas en famille et jeux. Organisé par: Ville Arens de Lledo, Association de Saint-Pol et le Festival Comité.
- San Cristóbal (10 juillet). Bénédiction pour les véhicules. Organisé par l'église paroissiale. Dîner au centre sportif. Organisateur: Comité des Fêtes.
- Semaine Culturelle (6 à 10 août ). Organisation: Association Culturelle El Galero.
- Les grandes fêtes (12 à 17 août). Organisation, Comité de fêtes

L'association culturelle El Galero organise divers ateliers et des événements tout au long de l'année.